# Douglas Burns Kimbell
Douglas Burns Kimbell (ur. 22 czerwca 1960 w Long Beach) – amerykański piłkarz wodny, zdobywca srebrnego medalu na Igrzyskach Olimpijskich w Seulu.